# Жил-был у бабушки серенький козлик
«Жил-был у бабушки серенький козлик…» — известная русская народная детская песенка. Автор слов неизвестен. По версии квартета «Сказ» — видоизменённая мелодия лендлера В. А. Моцарта.

## Текст
Жил-был у бабушки серенький козлик,

Жил-был у бабушки серенький козлик,

Вот как, вот как, серенький козлик,

Вот как, вот как, серенький козлик.

Бабушка козлика очень любила,

Бабушка козлика очень любила,

Вот как, вот как, очень любила,

Вот как, вот как, очень любила.

Вздумалось козлику в лес погуляти,

Вздумалось козлику в лес погуляти,

Вот как, вот как, в лес погуляти,

Вот как, вот как, в лес погуляти.

Напали на козлика серые волки,

Напали на козлика серые волки,

Вот как, вот как, серые волки,

Вот как, вот как, серые волки.

Остались от козлика рожки да ножки,

Остались от козлика рожки да ножки,

Вот как, вот как, рожки да ножки,

Вот как, вот как, рожки да ножки.

## История создания
Песня является одной из самых популярных в русском фольклоре. Каждая фраза из неё вошла в крылатые выражения русского языка. И вместе с тем об истории создания песни известно очень мало.
Бесхитростный сюжет представляет собой обычный педагогический назидательный рассказ, коих немало в фольклоре любой страны: непослушный козлик ушёл в лес один, без спросу (без разрешения бабушки), за что и поплатился. Очень простые мелодия и слова с двухразовым повторением, врезающиеся в память, обессмертили эту песню.
Как сообщается в «Энциклопедическом словаре крылатых слов и выражений» (автор-составитель Вадим Серов),  «песенка представляет собой вольный перевод с польского оригинала, который сохранился в рукописном сборнике польских песен, составленном около 1713 г. (Перетц В. Н. Заметки и материалы для истории песни в России / Изв. отд. рус. языка и словесности имп. Академии наук. — М., 1901. Т. VI. Кн. 2):
Była Babusia domu bogatego,

Miała koziołka bardzo rogatego,

Fiu-tak, pfleik-tak,

bardzo rogatego…
Кто и когда перевел польский текст на русский язык, неизвестно.
Тот же сайт оповещает про первое появление песни в русской литературе: «…писатель И. С. Тургенев включил её в текст своей комедии „Месяц в деревне“ (1855)», в которой эту песенку исполняет персонаж Шпигельский в четвёртом акте. Однако пьеса И. С. Тургенева «Месяц в деревне» сочинена несколько ранее — в 1850 году, а в 1855-м она была впервые опубликована. Из этого можно сделать вывод, что песенка была уже хорошо известна не к 1855 году, а за пять лет до того, к 1850-му. Кроме того, Тургенев в своей пьесе воспроизвёл ещё одну строфу, которая почему-то — возможно, из-за самого тяжелого трагического эпизода — не входит в обычные цитирования песни: "Серые волки козлика съели (2 раза)». А припев несколько отличен от современного переложения: «Фить как! вот как! серенький козлик!».
Далее «Энциклопедический словарь крылатых слов и выражений» рассказывает о строчке «Остались от козлика рожки да ножки», ставшей одной из крылатых фраз в русском языке и означающей «малые остатки, совсем ничего»: «В оригинале: Оставили бабушке рожки да ножки».
Начиная с 1855 года (то есть после первого упоминания — издания пьесы «Месяц в деревне») текст песенки о трагической судьбе непослушного козлика, ушедшего в лес без бабушкиного разрешения, стали помещать в российские песенники.
Через много лет, уже в первой половине XX века, песня была музыкально обработана Александром Гедике и в таком виде рекомендовалась для музыкальных уроков и разучивания детьми.

## Использование
Мелодию песенки про козлика композитор Цезарь Пуни использовал при написании балета «Конёк-Горбунок» (1864) для мазурки, звучащей в последнем акте; спектакль был поставлен в Санкт-Петербурге балетной труппой императорского театра в Большом Каменном театре в 1864 году, балетмейстер Артур Сен-Леон. Это была первая официальная постановка с использованием русских народных музыкальных мотивов.
Всё более возрастающая известность песни, как всегда в подобных случаях, постепенно привела к народным шуткам и анекдотам на её тему. Ввиду огромной популярности песенки появлялось множество пародий на неё, а образ несчастного серенького козлика и его трагическая судьба вдохновляли многочисленных авторов на создание собственных произведений. Одно из самых известных использований — ироничный рассказ писателя Михаила Зощенко, который так и называется «Серенький козлик» (из серии «Рассказы о Ленине»).
Композитор Иосиф Тамарин уже в наше время создал оригинальную инструментальную обработку песни, превращённой в шуточную, для исполнения струнным квартетом «Сказ» — длительность исполнения песни две минуты.